# Глущенко, Галина Евдокимовна
Галина Евдокимовна Глущенко (17 ноября 1930 года, село Кошаринцы, Бершадский район, Винницкая область — 14 апреля 2014 года, Киев) — преподаватель и директор школы, Герой Социалистического Труда (1982). Народный учитель Украины (2009).

## Биография
Родилась 17 ноября 1930 года в селе Кошаринцы Бершадского района Винницкой области.
До начала Великой Отечественной войны окончила три класса школы. С матерью пережила в родном селе оккупацию.
Окончив школу, Глущенко поступила в Бершадское педагогическое училище, а в 1955 году — на филологический факультет Киевского государственного университета имени Т. Г. Шевченко, по окончании (с отличием) которого была направлена на работу учителем в Кагарлык (Киевская область).
В 1959 году переехала в Киев и поступила на работу в школу № 77 учителем украинского языка и литературы, а в 1968 году была назначена на должность директора той же школы, преобразованной в 1995 году в Кловский лицей. За время работы на должности директора Галина Евдокимовна Глущенко создала хороший педагогический коллектив, а также — школа одной из первых была удостоена звания «Образцовой» и неоднократно подтверждала это звание. В школе были созданы музей истории школы и музей Януша Корчака. За достигнутые успехи в 1977 году школа была награждена Грамотой Верховного Совета УССР.
Указом Президиума Верховного Совета СССР от 22 июля 1982 года за достижение выдающихся успехов, проявленную трудовую доблесть в выполнении заданий первого года одиннадцатой пятилетки и в связи с 1500-летием Киева Галине Евдокимовне Глущенко присвоено звание Героя Социалистического Труда с вручением ордена Ленина и медали «Серп и Молот».
До 2010 года работала директором Кловского лицея (Печерский район Киева).
В течение 25 лет избиралась депутатом Киевского городского совета народных депутатов, несколько лет возглавляла в горсовете комиссию по народному образованию.
Скончалась 14 апреля 2014 года в Киеве. Похоронена на Байковом кладбище.

## Награды
- Медаль «Серп и Молот» (22.07.1982);
- Два ордена Ленина (1976, 22.07.1982);
- Орден княгини Ольги III степени (11.09.2000);
- Звания Заслуженный учитель УССР (1975) и Народный учитель Украины (01.10.2009).